# STS-51-B
STS-51-B var den sjuttonde flygningen i det amerikanska rymdfärjeprogrammet och den sjunde i ordningen för rymdfärjan Challenger. Den sköts upp från Pad 39A vid Kennedy Space Center i Florida den 29 april 1985. Efter drygt sju dagar i omloppsbana runt jorden återinträdde rymdfärjan i jordens atmosfär och landade vid Edwards Air Force Base i Kalifornien.

## Start och landning
Total uppdragslängd: 06:12:09:00
Starten skedde klockan 12:02 (EDT) 29 april 1985 från Pad 39A vid Kennedy Space Center i Florida.
Landningen skedde klockan 09:11 (PDT) 6 maj 1985 vid Edwards Air Force Base i Kalifornien.

## Uppdragets mål
Huvuduppgiften för detta uppdrag var att fortsätta SPACELAB-flygningarna.